# Falla del Convent de Jerusalem - Matemàtic Marçal
La Falla nº 12 Convent Jerusalem - Matemàtic Marçal és una falla de la Ciutat de València, situada als carrers homònims.
L'origen de la falla data de l'any 1893, en què un veí de la localitat demana permís a l'autoritat local per plantar una falla en la fita dels carrers de Convent Jerusalem i Bonavista, nom amb què llavors era conegut el Carrer del Matemàtic Marçal.
En 1913 va obtenir un premi atorgat pel jurat de l'ajuntament, si bé no seria fins després de la Guerra Civil Espanyola (la Junta Central Fallera data de 1939) que la falla es constituïra formalment com a tal, concretament en 1941.
Des d'aleshores, ha estat una habitual de la secció especial de les falles i ha guanyat el màxim guardó en quinze ocasions, el primer dels quals l'any 1958. És la segona falla que més voltes ha guanyat el màxim guardó d'especial.

## Galeria d'imatges

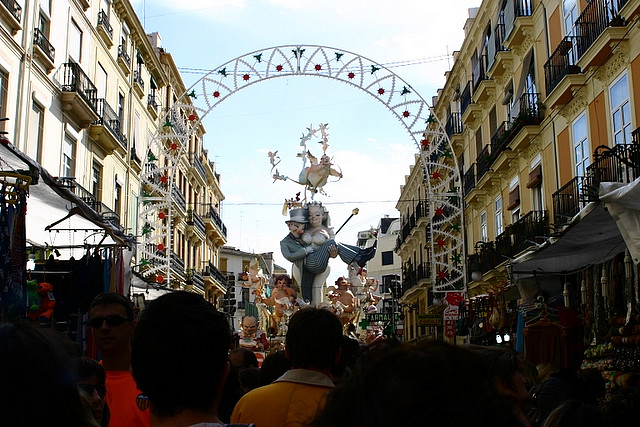
Falla del Convent Jerusalem - Matemàtic Marçal 2006
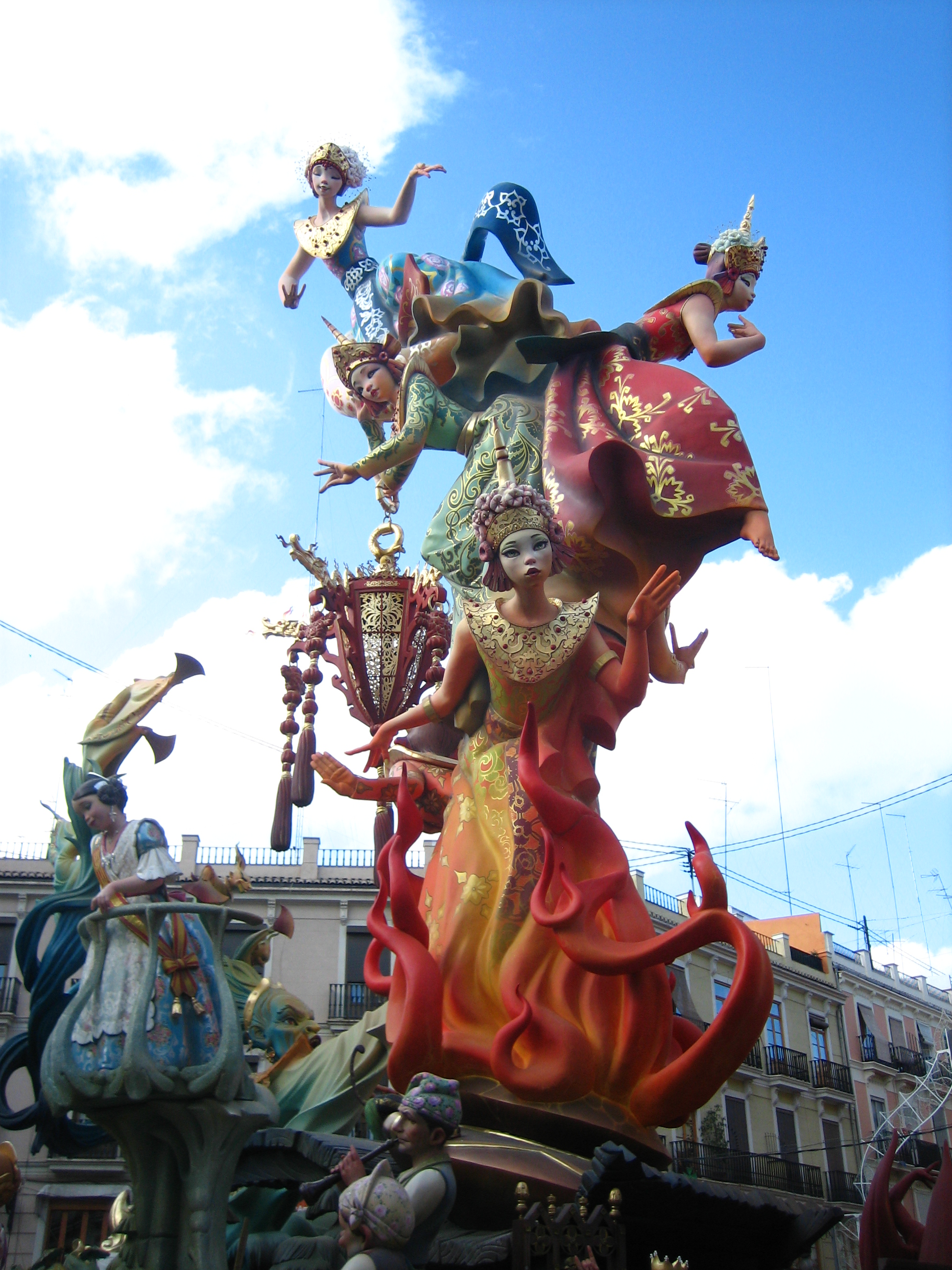
Falla del Convent Jerusalem - Matemàtic Marçal 2008
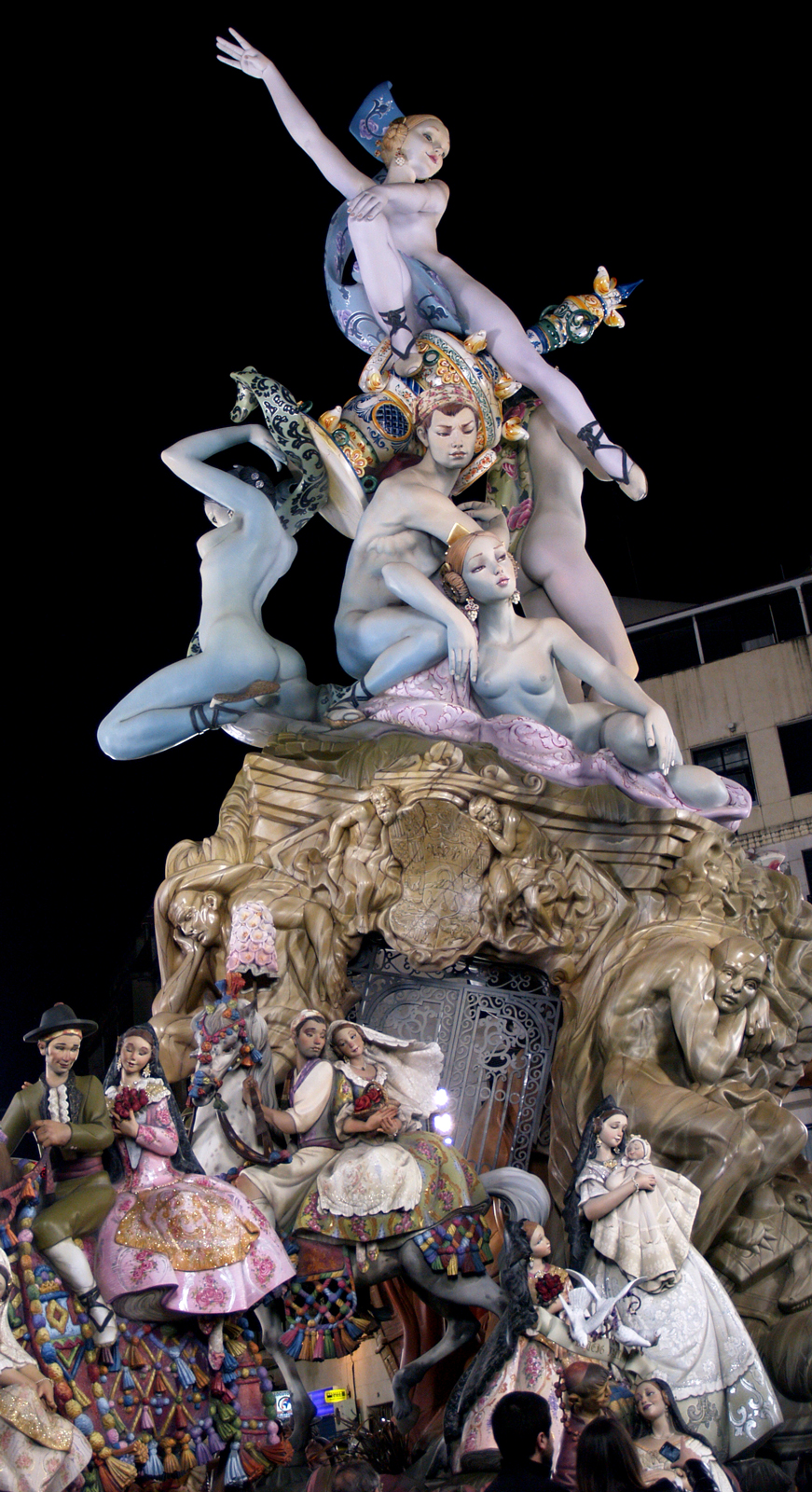
Falla del Convent Jerusalem - Matemàtic Marçal 2009
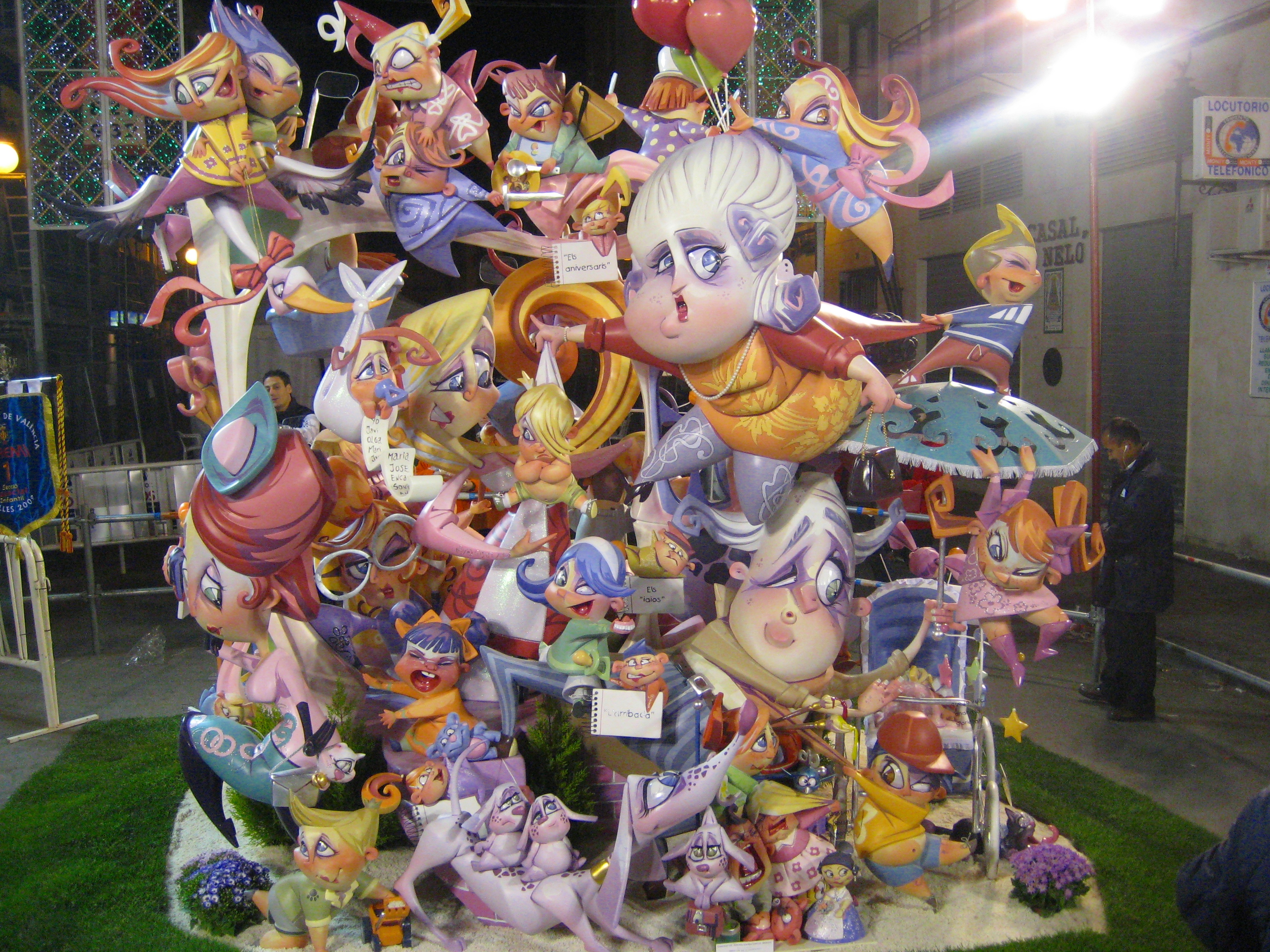
Falla infantil del Convent Jerusalem - Matemàtic Marçal 2009
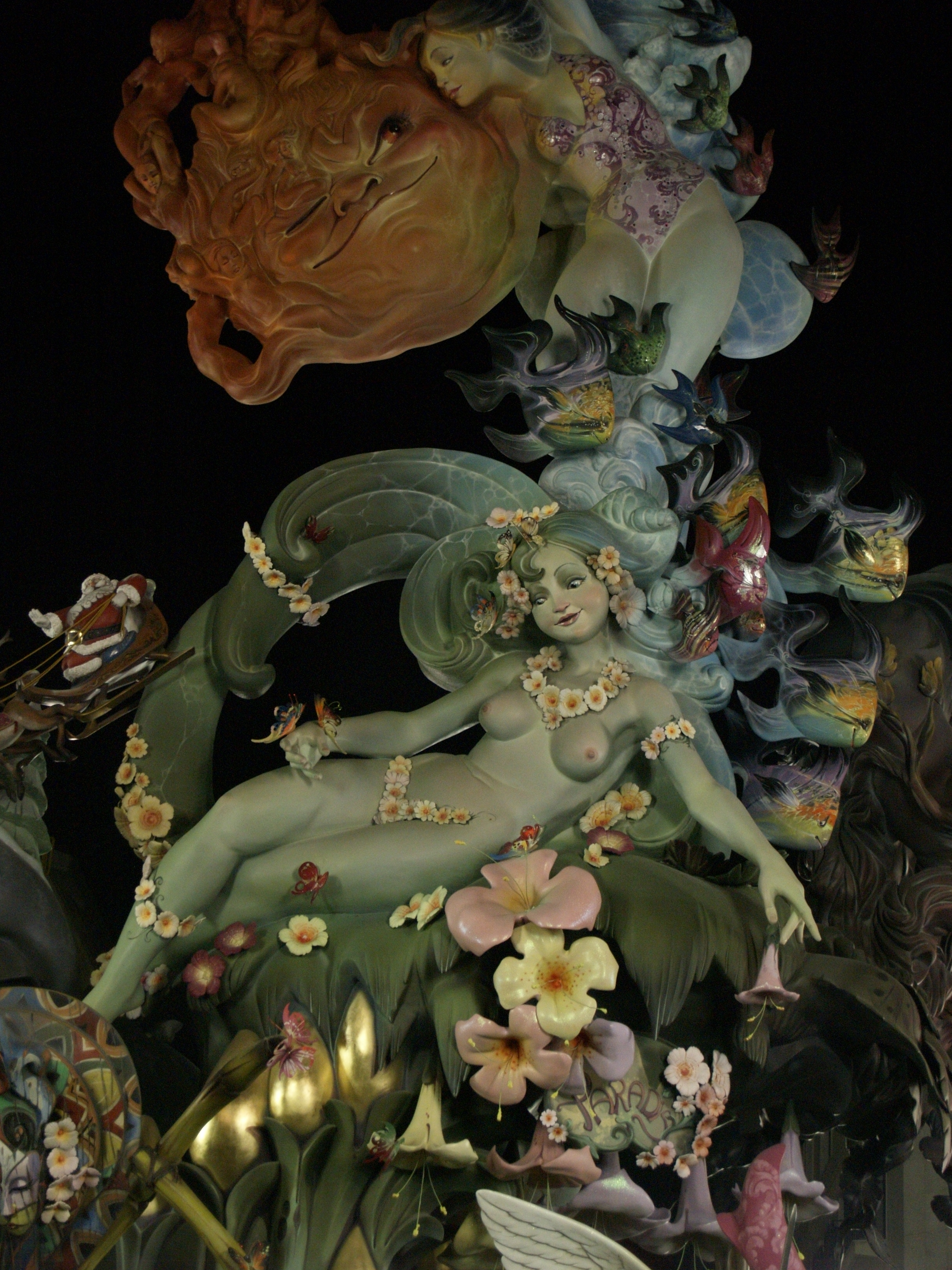
Falla del Convent Jerusalem - Matemàtic Marçal 2010. Primer premi de secció especial
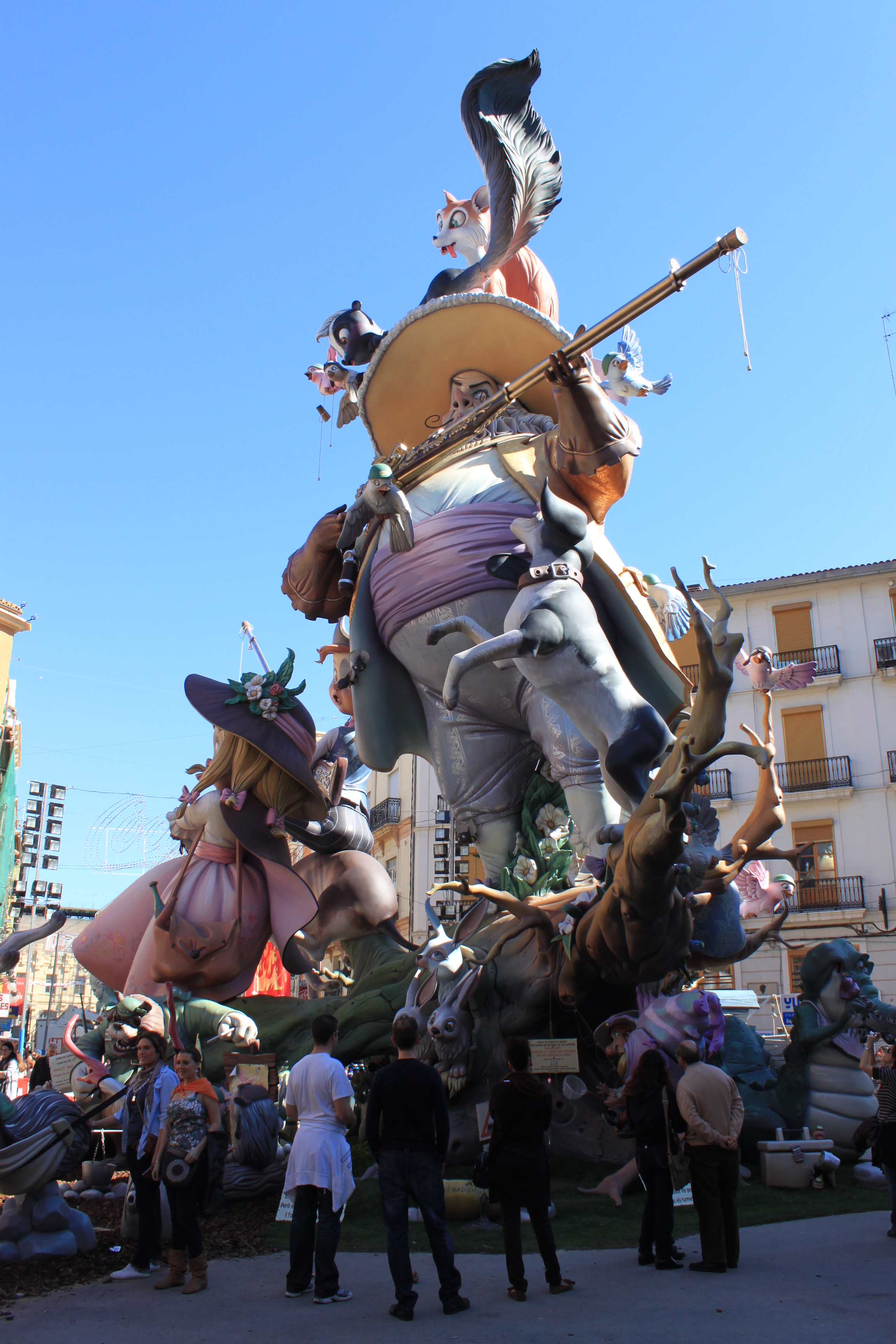
Falla del Convent Jerusalem - Matemàtic Marçal 2011. Primer premi de secció especial
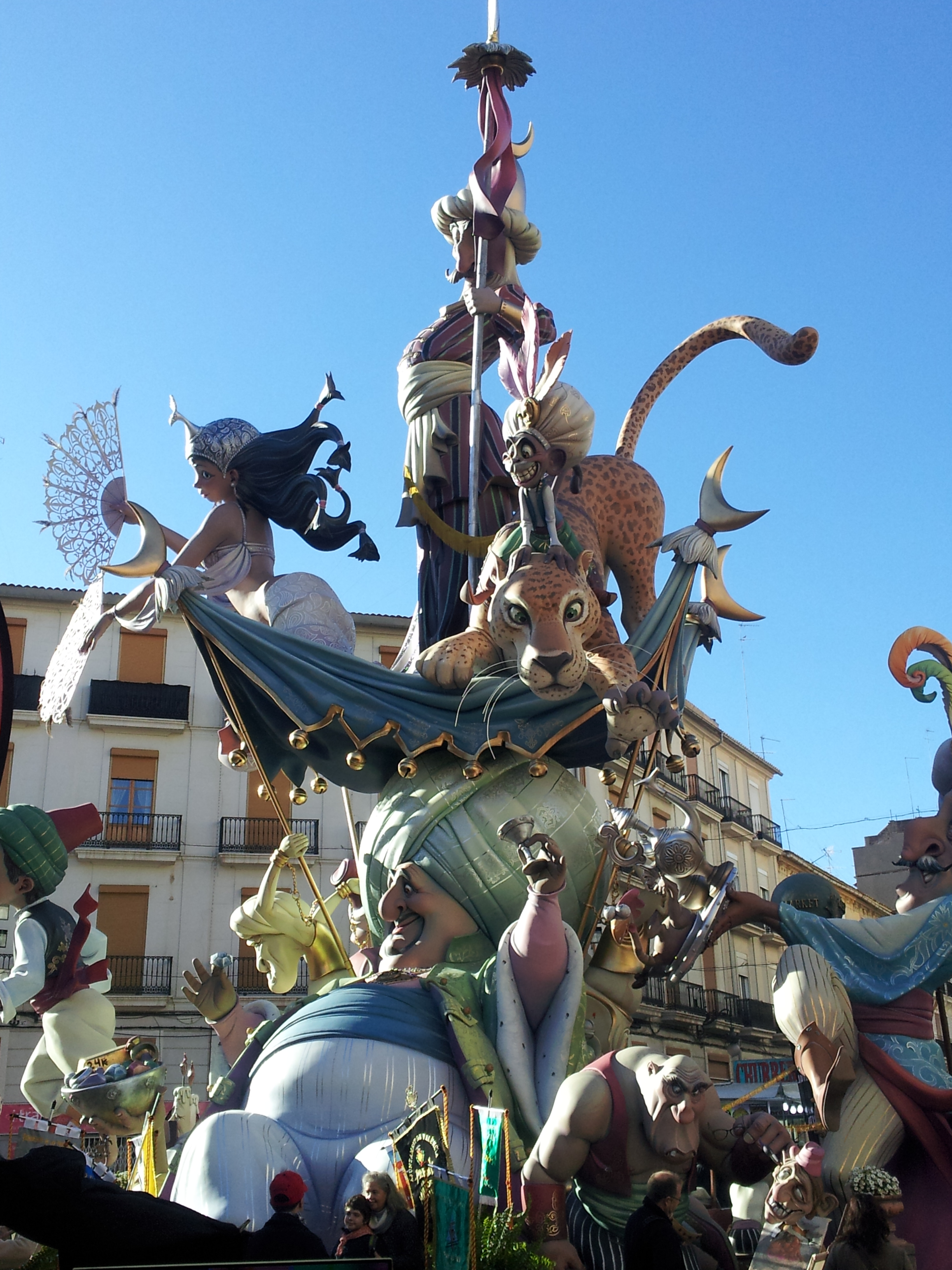
Falla del Convent Jerusalem - Matemàtic Marçal 2013
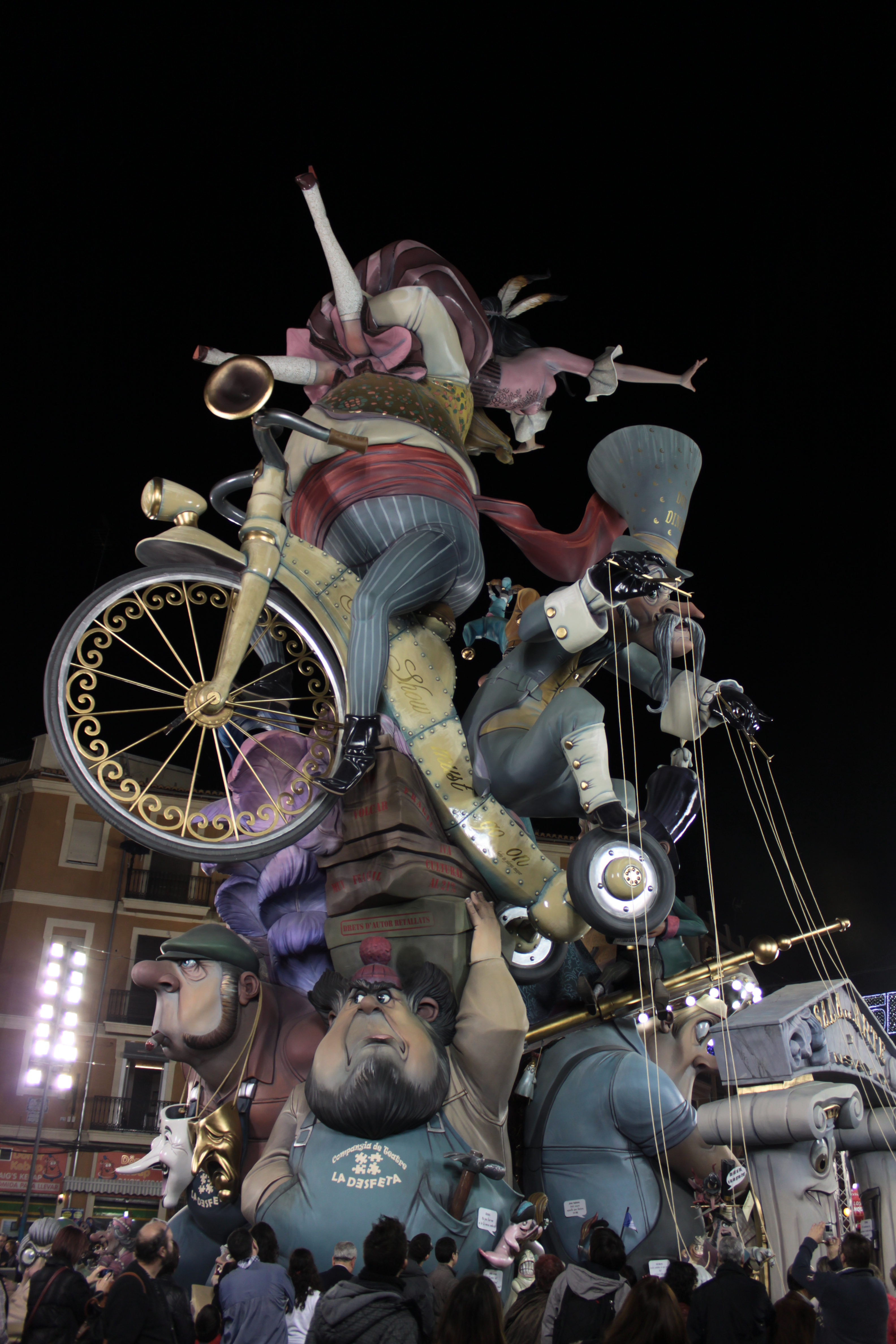
Falla del Convent Jerusalem - Matemàtic Marçal 2014
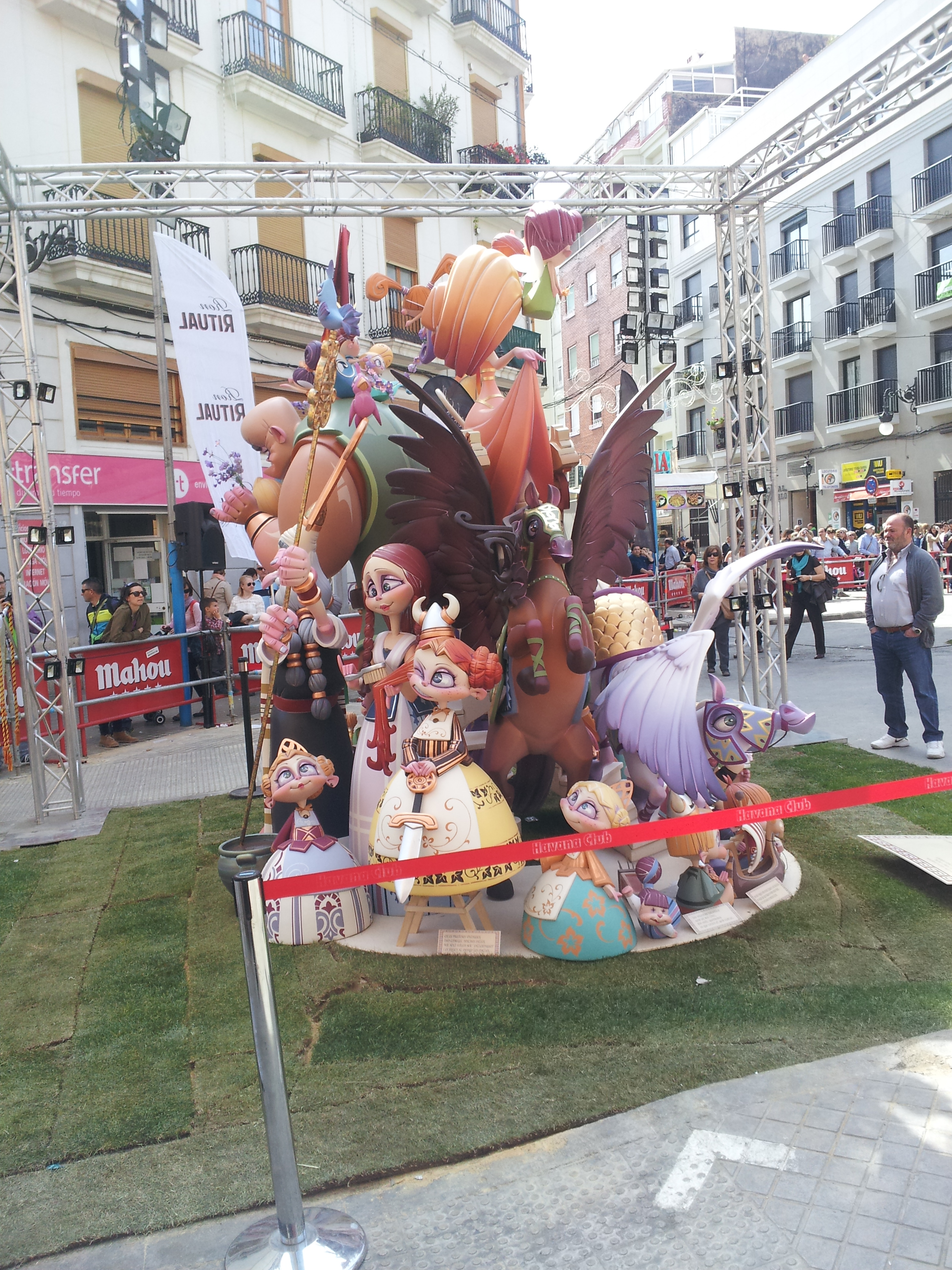
Falla infantil del Convent Jerusalem - Matemàtic Marçal 2014
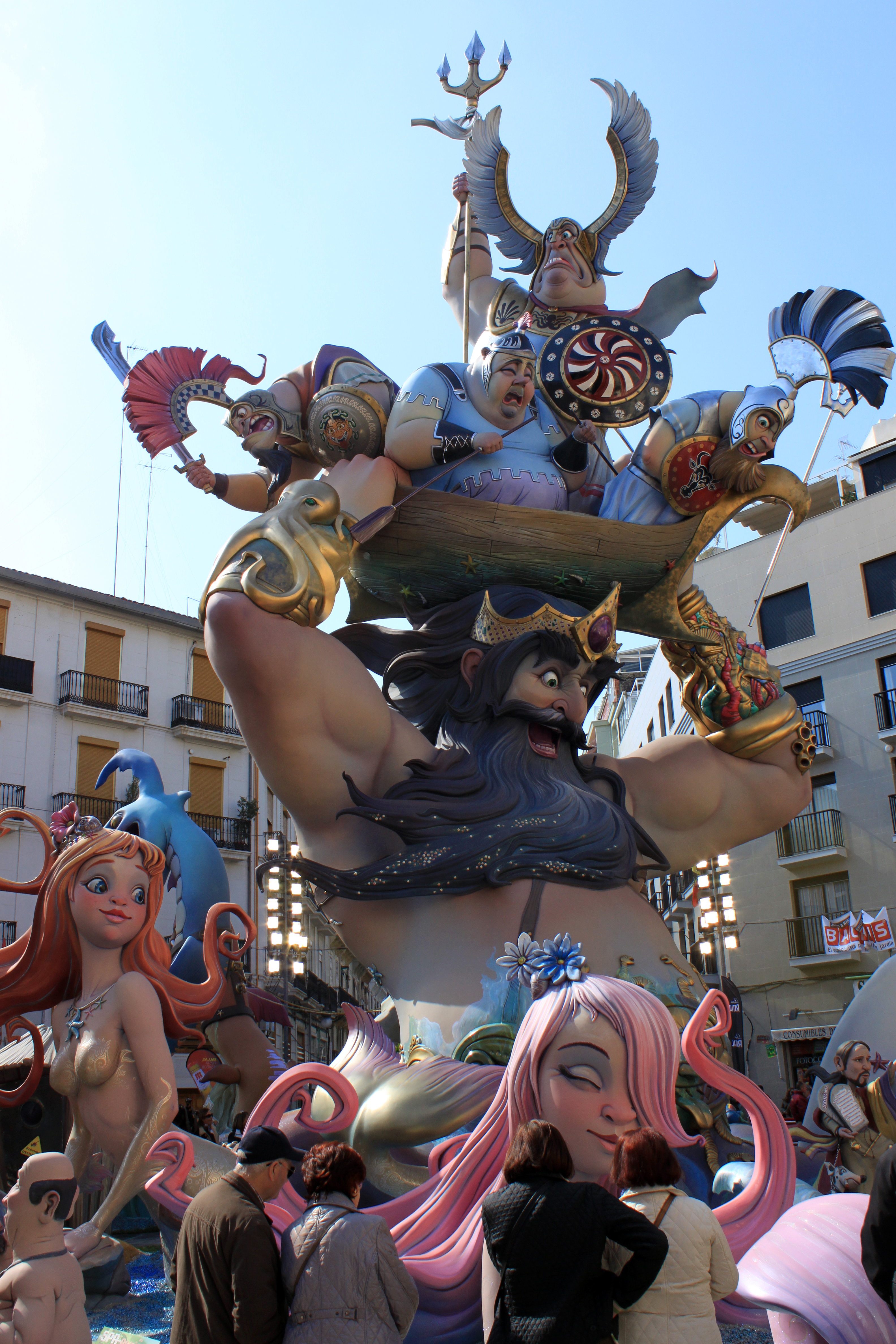
Falla del Convent Jerusalem - Matemàtic Marçal 2015
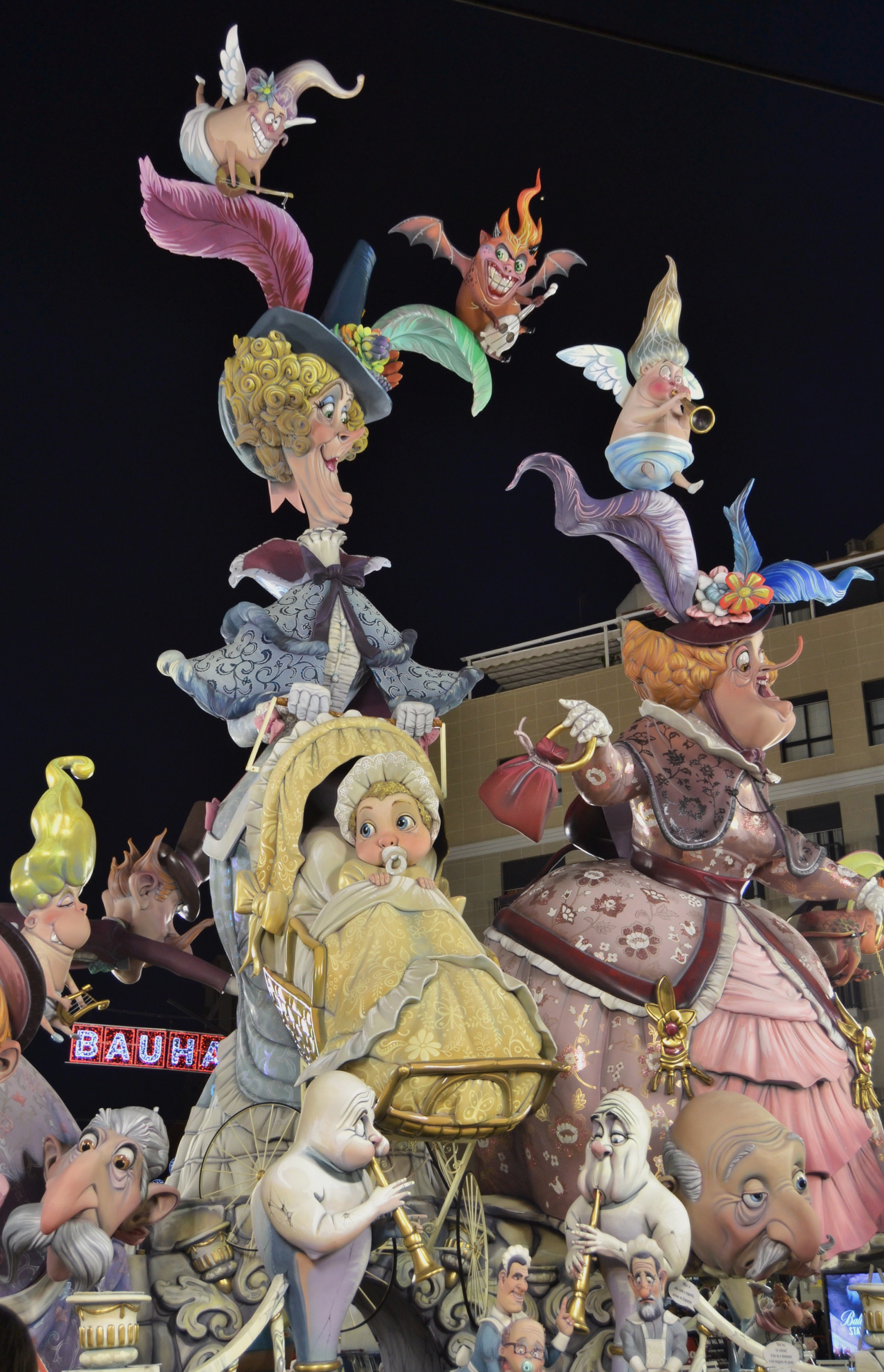
Falla del Convent Jerusalem - Matemàtic Marçal 2016
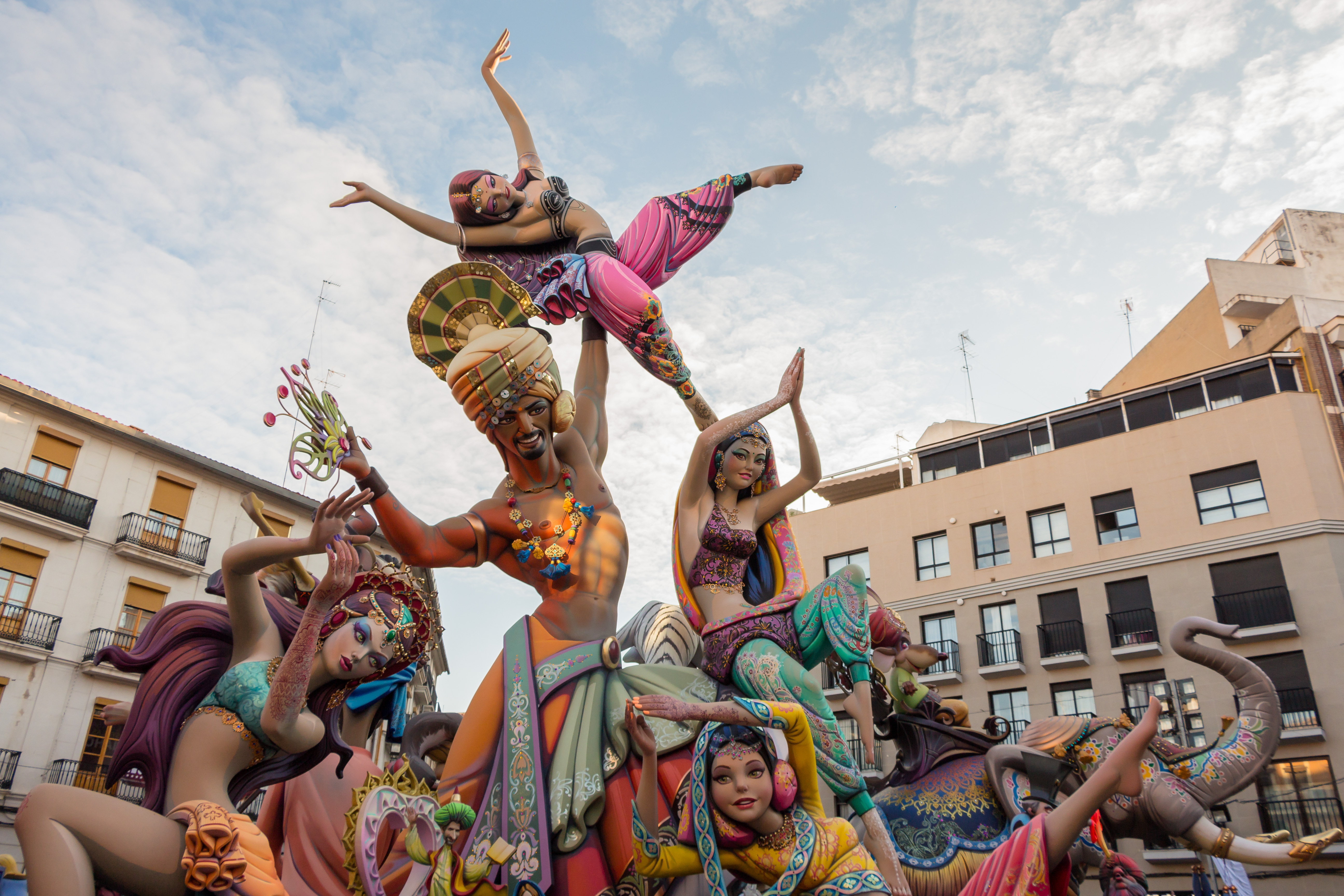
Falla del Convent Jerusalem - Matemàtic Marçal 2017